# Melapium
Melapium is een geslacht van weekdieren uit de klasse van de Gastropoda (slakken).

## Soorten
- Melapium elatum (Schubert & J. A. Wagner, 1829)
- Melapium lineatum (Lamarck, 1822)